# Heeze-Leende

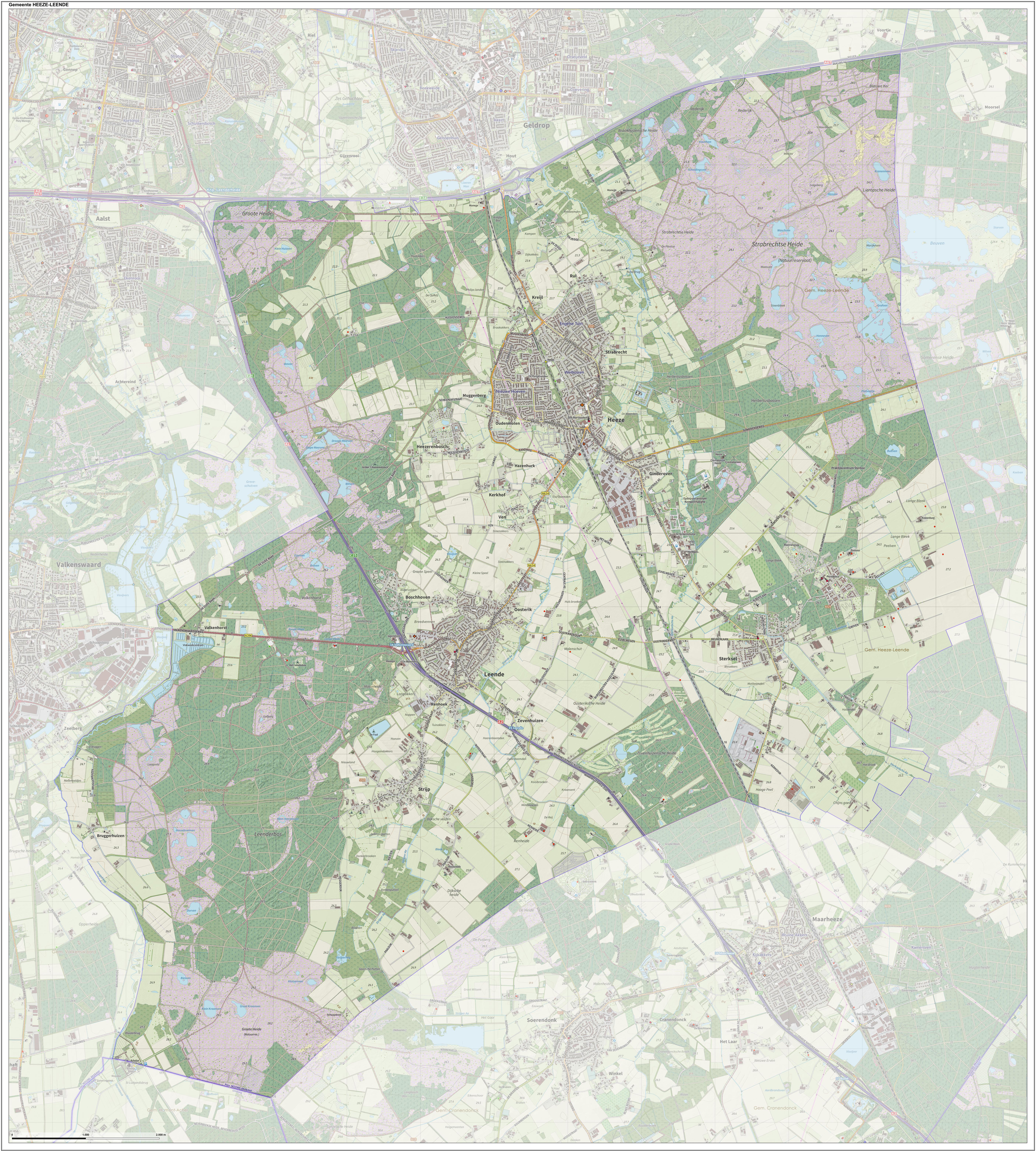
Topografische gemeentekaart van Heeze-Leende, september 2022

Heeze-Leende (uitspraakⓘ) (Brabants: Héésj-Lint) is een gemeente in de Nederlandse provincie Noord-Brabant. Zij werd op 1 januari 1997 gevormd uit de gemeenten Heeze en Leende en het dorp Sterksel dat tot de gemeente Maarheeze behoorde. De gemeente telt 16.807  inwoners (22 november 2024, bron: CBS) en heeft een oppervlakte van 105,12 km² (waarvan 0,83 km² water). De gemeente Heeze-Leende maakt deel uit van de Metropoolregio Eindhoven.

## Kernen

### Buurtschappen en gehuchten
Bruggerhuizen, Euvelwegen, Heezerenbosch, Kerkhof, Kreijl, Oosterik, Rul, Ginderover, Strabrecht en Ven.

## Buitengebied
Het buitengebied bestaat vooral uit natuurgebieden zoals de Strabrechtse Heide, de Herbertusbossen, het Leenderbos en de Groote Heide. In de gemeente liggen ook het gehucht Bruggerhuizen aan de Tongelreep en het in Nederland gelegen deel van de Achelse Kluis. Het bestemmingsplan voor het buitengebied werd in 2009 vastgesteld en was daarmee het eerste bestemmingsplan buitengebied van de provincie Noord-Brabant dat onder de nieuwe Wet ruimtelijke ordening werd vastgesteld.  Heeze-Leende noemt zich graag de meest natuurrijke gemeente van Noord-Brabant.

## Cultuur
Heeze heeft elk jaar eind augustus het cultuurfestival de Brabantsedag, een week lang allerhande culturele activiteiten en op de laatste zondag van augustus de unieke historische optocht. De Heezenaar Berry Knapen is negen keer Brabants kampioen tonpraten geweest, de Sterkselnaar Rob Scheepers is dit één keer geweest.

### Monumenten
In de gemeente zijn er een aantal rijksmonumenten, gemeentelijke monumenten, en oorlogsmonumenten, zie:
- Lijst van rijksmonumenten in Heeze-Leende
- Lijst van gemeentelijke monumenten in Heeze-Leende
- Lijst van oorlogsmonumenten in Heeze-Leende
- Lijst van Stolpersteine in Heeze-Leende

### Kunst in de openbare ruimte
In de gemeente Heeze-Leende zijn diverse beelden, sculpturen en objecten geplaatst in de openbare ruimte, zie:
- Lijst van beelden in Heeze-Leende

## Politiek en bestuur

### College van burgemeester en wethouders
Het college van burgemeester en wethouders bestaat (anno 1 maart 2024) uit de volgende personen:
| Naam                        | Functie            | Partij | Portefeuille |
| --------------------------- | ------------------ | ------ | --- |
| Teun Heldens                | Burgemeester       | VVD    | - Openbare orde - Veiligheid - Vergunningen, toezicht en handhaving - Bedrijfsvoering - Communicatie - Personeel |
| Maaike van Breugel-Smolders | Wethouder          | ABHL   | - WMO / Jeugdzorg - Milieu en afval - Transitie landelijk gebied - Energietransitie - Duurzaamheid - Water i.r.t. buitengebied - Woonzorgvisie - Volksgezondheid - Welzijn - Sport - Onderwijs - Werk & Inkomen - Recreatie & Toerisme - Kunst & Cultuur - Dorpshuizen |
| Robert Groenewoud           | Wethouder          | VVD    | - 2e loco-burgemeester - Financiën en belastingen - Ruimtelijke ontwikkeling - Openbare ruimte - Wonen / Volkshuisvesting - Mobiliteit - Water i.r.t. riool - Grondzaken - Gemeentelijk vastgoed - Berkenschutse - Erfgoed / Monumenten - Economie - Dorpshuizen       |
| Carolien Klesman-Nacken     | Gemeentesecretaris |        | - Algemeen directeur ambtelijke organisatie - Adviseur college van B&W |

### Zetelverdeling gemeenteraad
De gemeenteraad van Heeze-Leende bestaat uit 17 zetels. Hieronder staat de samenstelling van de gemeenteraad sinds 1998:
| Partij                            | 1998 | 2002 | 2006 | 2010   | 2014   | 2018   | 2022   |
| --------------------------------- | ---- | ---- | ---- | ------ | ------ | ------ | ------ |
| Lokaal Heeze-Leende               | 5    | 3    | 3    | 4      | 4      | 4      | 4      |
| Algemeen Belang Heeze-Leende      | -    | -    | -    | -      | -      | 2      | 3      |
| CDA                               | 4    | 5    | 5    | 5      | 4      | 4      | 3      |
| VVD                               | 2    | 3    | 3    | 3      | 3      | 3      | 2      |
| GroenLinks                        | -    | -    | -    | -      | -      | -      | 2      |
| De Partij voor Oud en Jong (PvOJ) | 2    | 3    | 3    | 1      | 2      | 2      | 2      |
| D66                               | -    | -    | -    | 2      | 2      | 1      | 1      |
| PvdA                              | 2    | 2    | 3    | 2      | 2      | 1      | -      |
| DHG                               | 2    | 1    | -    | -      | -      | -      | -      |
| Totaal                            | 17   | 17   | 17   | 17     | 17     | 17     | 17     |
| Opkomst                           |      |      |      | 61,09% | 57,72% | 59,20% | 56,21% |

## Aangrenzende gemeenten
| Aangrenzende gemeenten | Aangrenzende gemeenten | Aangrenzende gemeenten | Aangrenzende gemeenten | Aangrenzende gemeenten |
| ---------------------- | ---------------------- | ---------------------- | ---------------------- | ---------------------- |
| Eindhoven              |                        | Geldrop-Mierlo         |                        |                        |
|                        |                        |                        |                        |                        |
| Waalre Valkenswaard    | Someren                |                        |                        |                        |
|                        |                        |                        |                        |                        |
| Hamont-Achel (B)       |                        | Cranendonck            |                        |                        |